# Albert von Brunn (Philologe)
Albert von Brunn (* 1954) ist ein deutscher iberoromanischer Philologe.

## Leben
Seine Vorfahren wurden 1853 als von Brunn im Fürstentum Anhalt-Köthen geadelt. Die briefadelige Familie stellte dort zunächst Mediziner, Bergräte und dann Offiziere. Der Vater Walter Albert Leopold von Brunn war Mediziner, Oberstabsarzt d. R. und Ehrenritter des Johanniterordens, die Mutter Ruth Fahrni war Ärztin und stammte aus der Schweiz. Albert heiratete 1982 die Lehrerin und Philosophin Judit Ilona Hajdú. Das Paar hat einen Sohn. 
Brunn studierte von 1973 bis 1983 iberoromanische Philologie an den Universitäten in Basel, Saragossa und Lissabon. Er promovierte 1981 an der Universität Basel mit der Arbeit Katalanische Stoffe, Kleider und Lederarbeiten orientalischen Ursprungs. Seit 1986 ist er Fachreferent für portugiesische, brasilianische und italienische Literatur und Philologie an der Zentralbibliothek Zürich. Er veröffentlichte zahlreiche Bücher zu brasilianischer Gegenwartsliteratur. Zudem war er von 1986 bis 2009 ständiger Mitarbeiter der Zeitschrift Orientierung der Zürcher Jesuiten. Er schreibt regelmäßig für die Online-Publikation www.novacultura.de über portugiesischsprachige Gegenwartsliteratur.

## Werke (Auswahl)
- Katalanische Stoffe, Kleider und Lederarbeiten orientalischen Ursprungs. (= Dissertation, Universität Basel.) Krause, Freiburg 1982, OCLC 254338448.
- Die seltsame Nation des Moacyr Scliar. TFM, Frankfurt am Main 1990
- Moderne brasilianische Literatur. Brasilienkunde-Verlag, Mettingen 1994
- Die Expedition Callado. Brasilienkunde-Verlag, Mettingen 1994
- Der Wahnsinn der Moderne. Sfameni, Messina 2005
- Milton Hatoum - Zwischen Orient und Amazonas. TFM, Frankfurt am Main 2009
- Joseph Conrad in Lateinamerika. Arti Grafiche Palermitane, Palermo 2015

## Genealogie
- Genealogisches Handbuch des Adels, Adelige Häuser. B (Briefadel). 1986. Band XVII, Band 89 der Gesamtreihe GHdA, Hrsg. Deutsches Adelsarchiv, Walter von Hueck, Friedrich Wilhelm Euler. Et al., C. A. Starke Verlag, Limburg (Lahn) 1986, ISSN 0435-2408, S. 58–59.